# Carlos Salazar (político argentino)
Carlos Eduardo Salazar (n. 1950) es un médico cardiólogo y político argentino, miembro de Fuerza Republicana, que se desempeñó como senador nacional por la provincia de Tucumán entre 2007 y 2009.

## Biografía
Nacido en 1950, estudió medicina en la Universidad Nacional de Tucumán, graduándose en 1976. En los años previos realizó prácticas en diferentes hospitales tucumanos. Se especializó en cardiología en 1988.
A lo largo de su carrera médica, fue director del servicio médico en la mina de Farallón Negro (provincia de Catamarca) entre 1977 y 1982. En los años siguientes se desempeñó para una obra social, en un centro de salud de San Miguel de Tucumán, en el Policlínico Ferroviario de Tafí Viejo y en el Hospital Centro de Salud Zenón J. Santillán, donde ocupó distintos cargos.
En 1997 se convirtió en vocal del Consejo Provincial de Salud, siendo secretario ejecutivo entre 1998 y 1999, y presidente del mismo en 1999. Entre septiembre y octubre de ese mismo año fue brevemente ministro de Asuntos Sociales de Tucumán, a finales del mandato del entonces gobernador, el exgeneral Antonio Domingo Bussi (de quién había sido su médico personal). Luego regresó al Hospital Centro de Salud Zenón J. Santillán hasta 2007.
En las elecciones legislativas de Argentina de 2003 fue candidato a senador nacional suplente en la lista de Fuerza Republicana. Asumió como senador nacional por la provincia de Tucumán en noviembre de 2007 para completar el mandato de Ricardo Bussi, quién había asumido como legislador provincial.
En 2008 votó en contra del proyecto de Ley de Retenciones y Creación del Fondo de Redistribución Social, y al año siguiente votó a favor de la Ley de Servicios de Comunicación Audiovisual, pese a formar parte del Interbloque Federal, que se opuso a la ley. Su mandato en el Senado concluyó en diciembre de 2009.